# Wisselplaats
Een wisselplaats is een plek waar een wissel plaatsvindt, zoals vroeger het verwisselen van de paarden van een postkoets voor nieuwe, het wisselen van stokje bij een estafette en voor het passeren van twee treinen. 

## Bij de spoorwegen
Een wisselplaats vindt men bij de spoorwegen in enkelspoor, zodat tegemoetkomende treinen elkaar kunnen passeren.
Soms wordt een wisselplaats gebruikt om een langzame trein (een goederentrein of stoptrein) te laten inhalen door een snellere trein, doch die situatie doet zich bij enkelspoor (waar de intensiteit van het verkeer niet hoog is) niet zo vaak voor.
Bij treinen gaat het meestal om een kort stukje dubbelspoor. Vaak bevindt een wisselplaats zich bij een spoorwegstation of spookstation, waar passagiers en soms kleine hoeveelheden goederen worden overgeslagen en soms bevinden zich er meerdere spoorgebouwen of zelfs een kleine spoornederzetting (vaak voorkomend in Rusland, waar afstanden vaak groot zijn).
Het is mogelijk dat een wisselplaats bestaat uit een doodlopende aftakking. Er moet dan even achteruit worden gereden en het spreekt vanzelf dat men zo'n wisselplaats alleen in noodgevallen gebruikt.
Bij een wisselplaats moet de eerstaangekomen trein altijd stoppen.
Die trein zal dan bij voorkeur op het aftakkende spoor gaan staan, zodat de andere trein met volle snelheid over het rechte spoor kan doorrijden.
Bij dubbelspoor is het gebruikelijk dat de treinen altijd rechts of altijd links rijden. Dit is per land verschillend en er kunnen uitzonderingen zijn. Op een wisselplaats bestaat deze regel echter niet. Het komt voor, vooral als de wissels met de hand worden bediend, dat de treinen op de wisselplaats beurtelings links en rechts rijden. Dat kan verwarrend zijn voor de passagiers, maar het vermindert de noodzaak om wissels om te leggen.
Een wisselplaats moet lang genoeg zijn voor de langste trein.
Eventueel kunnen twee treinen elkaar passeren als een van de treinen langer is.
De kortste trein moet dan altijd wachten, ook als de langste trein eerder aankomt.
Is de wisselplaats zeer lang, dan kunnen de treinen rijdend passeren. Dit lijkt echter minder op een wisselplaats maar meer op een stuk dubbelspoor.
Zijn beide treinen langer dan de sporen van de wisselplaats, dan is het zeer lastig de treinen te laten passeren.
Het kan wel, ook met getrokken treinen, maar daarvoor is het nodig de treinen los te koppelen en stukje bij beetje om elkaar te rangeren.
Het spreekt wel vanzelf dat men in dat geval liever een andere wisselplaats gebruikt, waar de sporen langer zijn.

## Voorbeelden
Op de spoorlijn Zutphen - Glanerbrug zijn twee wisselplaatsen bij spookstations: Laren en Markelo. Een van de treinen moet er steeds stoppen. In- en uitstappen wordt niet toegestaan.
Station Klarenbeek is tevens wisselplaats. In de dienstregeling van 2008 stopten alle treinen in de ene richting en de helft van de treinen in de andere richting. Voor het wisselen was het nodig dat steeds een van beide treinen stopte.